# アメリカン・パイ in ハレンチ教科書
『アメリカン・パイ in ハレンチ教科書』（原題: American Pie Presents: The Book of Love）は、2009年のアメリカ合衆国の映画。

## あらすじ
高校生のロブは友人たちとエッチな妄想をする童貞だった。
ある日、3人は学校の図書館で『ハレンチ教科書』という書物を見つけるが、読めない箇所がいくつかあったため、教科書の著者たちの元を訪れた。
かくして、ロブたちは教科書を修正しつつも、その内容を実践していった。

## キャスト
- レヴェンスタイン:ユージン・レヴィ
- ロブ：バグ・ホール
- ネイサン:ケヴィン・M・ホートン
- ルーブ:ブランドン・ハーデスティ
- ロブの母：ロザンナ・アークエット
- ダナ：メラニー・パパリア
- スコット・スティフラー：ジョン・ジョーダン
- ハイジ：ベス・ベアーズ
- イモージェン：ルイーザ・リットン
- アシュリー：ジェニファー・ホランド
- エイミー：シンディ・バズビー

### 日本語版吹き替え
- ロブ：小松史法
- ルーブ:遠藤純一
- ネイサン:小森創介
- ハイジ：甲斐田裕子